# Fw 56
Az Fw 56 (becenevén Stösser) német egymotoros, felsőszárnyas fejlett kiképző repülőgép, melyet a Focke-Wulf fejlesztett ki és gyártott a Luftwaffe és más országok légierői számára az 1930-as években.

## Története
Az Fw 56-ot a Birodalmi Légügyi Minisztérium (RLM) fejlett vadászrepülő-kiképző repülőgép tenderére lett kifejlesztve, elsősorban Kurt Tank vezető tervező jóvoltából, aki ekkor már a Focke-Wulf repülőmérnöke. Célként tűzték ki a légvédelmi vadász feladatkört is.
Az első prototípus 1933 novemberében szállt fel először. A másodiknak kissé módosították a törzsét és acél helyett fából készítették el a szárnyat és vezérsíkokat a repülési tesztekre. A harmadik prototípus 1934 februárjában szállt fel, továbbra is faanyagokat alkalmaztak és alaposabb gyártástechnológiát dolgoztak ki.
Az 1935-ös összehasonlító repülések után az Arado Ar 76 és a Heinkel He 74 helyett ezt választotta a minisztérium és megrendelte a gyártását. Összesen körülbelül ezer darab épült, elsődleges alkalmazója Németország lett, majd Ausztria és a Magyar Királyság. Néhányat eladtak magánhasználatra is, köztük annak a Gerd Achgelis-nek is, aki később megalapítja a Focke-Achgelis helikoptergyárat Henrich Focke társával.
Ernst Udet, aki a zuhanóbombázás híve volt és 1935 nyara óta mint ezredes tevékenykedett az új légierőben, ősztől mint a vadász- és bombázórepülők főszemlélője (Inspekteur der Jagd- und Sturzkampfflieger), a második prototípust – a Fw 56 V2-t – ennek vetette alá, majd javaslatára a fejlesztést ez irányban is kiterjesztették, nagyobb figyelmet kaptak a zuhanási manőverek. Mivel a gép kapacitása ezt nem tette lehetővé, elvetették ezt a feladatkört, azonban kiképzési szinten alkalmazták.

## Kialakítása

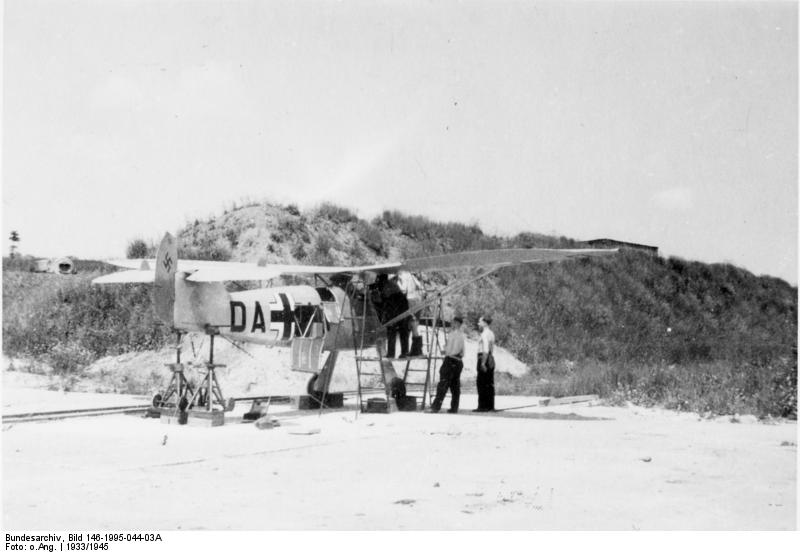
Az egyik hadrendi példány karbantartáson. Jól megfigyelhető a függőleges és a vízszintes vezérsík elrendezése

A típus felsőszárnyas, középdúcos kialakítású, a törzs acélanyagú csővázas térrács-szerkezet. Az orr-motortér acéllemezzel burkolt, a többi felület kezelt vászonborítású. A szárny tartószerkezetei faanyagúak, rétegelt falemezekből álltak, a belépőélek viszont sajtolt acéllemezből. A vízszintes vezérsíkja nem szokványos kialakítású (hasonlóan az Arado Ar 66-os típusáéhoz), megemelten került beépítésre (kissé „T” elrendezésű) dúcolva, az oldalkormány pedig a kornak megfelelően nagy méretű. A futóműve hagyományos hárompontos, két mellső főfutóval és egy hátsóval a farok alatt (farokcsúszó), fix, merev beépítésűek. A főfutószárakat áramvonalazó burkolattal látták el.

## Típusváltozatok
Fw 56aelső prototípus.
Fw 56 V2második prototípus.
Fw 56 V3harmadik prototípus.
Fw 56A–0három elősorozat-változat.
Fw 56A–1együléses fejlett kiképző változat, a fő termelési típusváltozat